# Ґосен
37°44′40″ пн. ш. 139°08′20″ сх. д. / 37.74444° пн. ш. 139.13889° сх. д.

Ґосе́н (яп. 五泉市, ごせんし, МФА: [goseɴ ɕi̥])— місто в Японії, в префектурі Ніїґата.

## Короткі відомості
Розташоване в північно-східній частині префектури, на лівому березі річки Аґано. Виникло на основі сільських поселень раннього нового часу. Отримало статус міста 3 листопада 1954 року. Основою економіки є текстильна і харчова промисловість, садівництво, вирощування тюльпанів. Станом на 1 квітня 2009 площа міста становила 351,87 км². Станом на 1 червня 2011 населення міста становило 54 027 осіб.